# Leixlip
Leixlip (Léim an Bhradáin en irlandès) és una ciutat al nord-est del Comtat de Kildare, a la República d'Irlanda, situat en la confluència dels rius Liffey i el seu afluent el Rye, al caire dels ancestrals regnes de Leinster i Brega.
El nom del lloc prové de la llengua del viking, Lax Hlaup, que vol dir Salt del salmó i en irlandès, Leim An Bhradain també fa reflexió directa a això.

## Agermanaments
- Bressuire
- Niles (Illinois)